# 杰伊·阿尔内特
杰伊·霍伊兰·阿尔内特（英語：Jay Hoyland Arnette，1938年12月19日—），美国NBA联盟前职业篮球运动员。他在1960年的NBA选秀中第2轮第1顺位被辛辛纳提皇家选中。